# Allotranszplantáció
Az allotranszplantáció (vagy „allogén transzplantáció”) sejt, szövet vagy szerv („graft” ebben az esetben pontosabb megjelöléssel: „allograft”) átültetését jelenti egy faj egyik egyedéből ugyanazon faj másik egyedébe („host”). A gyógyászatban alkalmazott szervátültetések során leggyakrabban allotranszplantáció történik. Mivel ritka kivételtől eltekintve (egypetéjű ikrek) az azonos fajba tartozó egyedek genetikailag nem teljesen megegyezők, számítani kell a beültetett szerv károsodását illetve pusztulását eredményező immunválasz kialakulására (host versus graft reakció). Speciális esetben, amikor immunológiailag aktív sejteket ültetnek át legyengült immunitású betegbe (pl. csontvelő-átültetés) a beültetett sejtek indítanak immunválaszt a fogadó szervezet idegenként felismert szövetei ellen (graft versus host reakció).
(Bár a kifejezést nem használják, végső soron a növénytermesztésben alkalmazott eljárások egy részében (pl. szemzés, oltás) szintén allotranszplantációról van szó.)

## Eljárás
Történhet élő vagy frissen elhunyt donorból. Feltétele hogy a szerv bizonyíthatóan vagy legalább valószínűsíthetően működőképes legyen. Élő donor esetén feltétel, hogy a donor egészségét a graft kivétele számottevően ne veszélyeztesse. További feltétel, hogy a donor (akár élő akár elhunyt) ne szenvedjen olyan megbetegedésben (pl. HIV, májgyulladás, daganat), amely a befogadó szervezet megbetegedését okozhatja. Átültetés előtt a kapó és az adó immunológiai sajátosságait részletesen tisztázni kell az immunreakció minimalizálása céljából. Bevett gyakorlat például, hogy a váratlanul elhunyt személy még életképes szerveit – immuntipizálás után – prioritási lista figyelembevétele mellett a hozzá immunológiai szempontból legjobban hasonlító szervátültetésre váró személyek kapják. A beültetés legtöbbször műtéti úton történik, de egyes esetekben – például csontvelő vagy hasnyálmirigy szigetsejt átültetésnél – a sejteket vénás injekció formájában is be lehet adni.

## Szabályozás
A szervátültetésnek rendje, beleértve a technikai és jogi szempontokat, szigorúan szabályozott. Magyarországon élő donáció csak önkéntesség alapján történhet. A szervkereskedelem (a donor beleegyezése esetén is) tilos! Fontos tudni, hogy –pontosan szabályozott feltételek mellett – a halott (vagy „agyhalott”) szervei –könnyen belátható össztársadalmi érdekből – a hozzátartozók tiltakozása ellenére felhasználhatók donáció céljára, amennyiben az elhunyt életében másként nem rendelkezett. Az ez elleni tiltakozás legtöbbször a hozzátartozók felkészületlenségének következménye, és nem erkölcsi hozzáállásuk hiányosságáé.

## Leggyakoribb típusai
- Szaruhártya átültetés
- Veseátültetés
- Szívátültetés
- Hasnyálmirigy-átültetés
- Tüdőátültetés
- Csontvelő átültetés
- Májátültetés
- Csontátültetés

## Ellenjavallatok
Minden olyan körülmény, amikor a várható egészségnyereség elmarad a beavatkozás kockázatától, élő donáció esetén különös figyelemmel a donor egészségére.

## Szövődmények
Igen sok lehetséges szövődménnyel kell számolnunk. Ezek közül néhány jelentősebb:
- Élő donor esetén a műtéti szövődményeken kívül a megmaradó szerv/szervrészlet működésének elégtelenné válása (például a bennmaradó vese megbetegedése miatt).
- Műtéti és technikai szövődmények. Pl. vérzés, fertőzés, a graft nem megfelelő vérellátása miatti kilökődés, mechanikai komplikációk stb.
- A donor betegsége miatt a recipiens megbetegedése (pl. fertőzés)
- A befogadó szervezet nem uralható immunválasza miatti graftsérülés/elhalás (host versus graft).
- A graft immunsejtjeinek a fogadó szervezet elleni nem uralható immunválasza (graft versus host).
- Az immunreakció gátlása céljából szükséges immunszupresszió miatt legyengült védekezőképesség következményei.
- Az immunreakció elnyomása céljából alkalmazott szerek egyéb (nem a immunrendszer gyengítésével összefüggő) mellékhatásai.

## Fordítás
- Ez a szócikk részben vagy egészben  az   allotransplantation című angol Wikipédia-szócikk ezen változatának fordításán alapul.  Az eredeti cikk szerkesztőit annak laptörténete sorolja fel. Ez a jelzés csupán a megfogalmazás eredetét és a szerzői jogokat jelzi, nem szolgál a cikkben szereplő információk forrásmegjelöléseként.
- Ez a szócikk részben vagy egészben  az   organ transplantation című angol Wikipédia-szócikk ezen változatának fordításán alapul.  Az eredeti cikk szerkesztőit annak laptörténete sorolja fel. Ez a jelzés csupán a megfogalmazás eredetét és a szerzői jogokat jelzi, nem szolgál a cikkben szereplő információk forrásmegjelöléseként.